# Tatung Einstein
Il Tatung Einstein è un home computer a 8 bit prodotto dalla Tatung Company di Taiwan, ma sviluppato e assemblato in Inghilterra, rivolto alla fascia alta del mercato home e alle piccole aziende.
L'Einstein venne commercializzato nel Regno Unito nel giugno 1984 e almeno 5000 unità vennero esportate a Taiwan.
Più costoso degli altri sistemi della sua generazione, il sistema si rivelò un insuccesso commerciale. Nel 1985 venne messo in vendita un successore chiamato Tatung Einstein 256, che ebbe una sorte simile ed è anche meno noto del predecessore.

## Storia
Il Tatung Einstein, che prende il nome da Albert Einstein, venne finanziato dalla taiwanese Tatung Company, progettato a Bradford, sotto la direzione di Roy Clarke, e assemblato a Bridgnorth e a Telford. La Crystal Computers di Torquay fornì il software di sistema. L'Einstein era concepito per utenti di home computer avanzati, settore educativo, e piccole imprese. Venne realizzato con componenti di uso comune, come il processore Zilog Z80A, per ridurre i costi. Più di 50 000 unità vennero prodotte nei primi 6 mesi, di cui 5000 esportate a Taiwan.
Non venne dotato di interfaccia per cassette, ma solo dei più veloci e costosi lettori di floppy, di cui almeno uno integrato, scelta ambiziosa e insolita per i suoi tempi. Per i dischetti si preferì il formato da 3" piuttosto che il celebre 3,5", perché all'epoca risultò più economico e facile da rifornire.
Il Tatung Einstein uscì a giugno 1984 al prezzo nel Regno Unito di 499£, piuttosto alto rispetto alla media dei computer a 8 bit. Il secondo lettore di floppy interno opzionale costava 149£, altri drive esterni costavano 189£. La scheda per supportare il testo a 80 colonne costava 49£ e la stampante a matrice di punti 229£. In Francia fu lanciato a 7990F compreso un monitor in bianco e nero.
Non si conosce il numero di Einstein che furono effettivamente venduti, ma certamente non fu elevato. Presto il computer venne molto scontato e nel 1986 si poteva trovare a meno di 100£.
La libreria di software pubblicato fu comunque relativamente ampia, tra utilità, programmi aziendali e giochi.
Come organo informativo la Tatung britannica pubblicò la rivista trimestrale Einstein User, che veniva anche spedita ai membri dell'Einstein Users' Club. Ci furono poche altre piccole pubblicazioni britanniche dedicate, come Einstein Monthly.
L'Einstein dimostrò di essere un buon sistema per la programmazione professionale, grazie alla tastiera decente, la memoria sufficiente, l'unità disco e la generale affidabilità. Alcune delle maggiori aziende britanniche di videogiochi, in particolare Imagine, Ocean ed Elite, usarono gli Einstein per sviluppare giochi destinati ad altri sistemi ben più noti, come ZX Spectrum, Amstrad CPC e Commodore 64. Il programma veniva assemblato su Einstein e poi trasferito alla macchina di destinazione per collaudi e debugging. Successivamente il ruolo dell'Einstein passò agli Atari ST e infine agli IBM compatibili.
Il successore Tatung Einstein 256, potenziato e molto più compatto, uscì nel 1985. Il predecessore prese il codice TC01 per distinguerli. Il nuovo modello non fu supportato dai produttori di software del periodo, ed era costoso, perciò fu un altro insuccesso commerciale. Oggi, nell'ambito della preservazione storica, è un sistema raro.

## Caratteristiche
Il Tatung Einstein è simile, ma non conforme, allo standard MSX, all'epoca recentemente stabilito.
La macchina è dotata di uno o due lettori di floppy disk da 3" integrati, rivolti frontalmente, prodotti da Hitachi, mentre in quel periodo molti home computer europei erano dotati di lettore a cassetta per la memorizzazione. L'uso di cassette non era previsto nemmeno come possibilità. Si potevano invece aggiungere fino ad altri due lettori di floppy esterni.
Tra le varie altre periferiche opzionali c'erano schermo monocromatico da 12", schermo a colori da 14", stampante Tatung TP100, ecc.
Il sistema operativo fornito, da caricare da disco, è lo Xtal DOS, appositamente realizzato per l'Einstein e compatibile con il CP/M.
L'interprete BASIC in dotazione è lo Xtal BASIC, un dialetto già usato in precedenza per i computer Nascom. Ha molte basi in comune con il Microsoft BASIC, ma aggiunge parecchie caratteristiche avanzate. Secondo il capoprogetto dell'Einstein Roy Clarke, era probabilmente il più potente BASIC in circolazione all'epoca del suo lancio, ed era più facile da usare del BBC BASIC. Comunque fu venduta anche una versione del BBC BASIC per Einstein.
Un'altra caratteristica non usuale del sistema è che all'accensione avvia un semplice monitor di sistema chiamato MOS (Machine Operating System). Questo permette già di digitare alcuni comandi di basso livello, ma il sistema operativo va caricato successivamente, seguito dagli eventuali applicativi, incluso il BASIC.
Sebbene manchino interfaccia per cassette e porta per cartucce, l'Einstein accetta numerose connessioni: è dotato di due porte joystick, porta seriale RS-232, porta parallela per stampante, porta programmabile dall'utente, e porta di collegamento al bus di sistema Pipe (trad. "tubo", un riferimento al Tube del BBC Micro). È supportato il collegamento video a un monitor o a una TV, con la possibilità di appoggiare uno schermo sopra l'ampio case del computer.
L'audio proviene invece direttamente dall'unità principale, che ha un altoparlante mono di dimensioni insolitamente grandi situato frontalmente, al centro tra i due vani per i lettori di floppy.
Venne prodotta un'espansione hardware chiamata Speculator, della Syntaxsoft, che permette di eseguire i programmi dello ZX Spectrum, allora molto diffuso nel Regno Unito.

### Tatung Einstein 256
Il successore Einstein 256 è più potente e simile alle macchine dello standard MSX2.
Le dimensioni sono molto più ridotte e nel Regno Unito era fornito con un proprio monitor a colori da 14". Il processore è lo stesso, ma la ROM minima salì a 16kB e la RAM a 256kB (da cui il nome). L'aumento riguardava più che altro la memoria video, portata a ben 192kB, mentre al processore rimangono 64kB. In teoria aveva le capacità grafiche per essere una buona macchina per l'intrattenimento. Il chip grafico è Yamaha V9938 MSX2 (tavolozza di 512 colori) mentre quello audio non variò. Il lettore floppy integrato da 3" è sempre presente, ma non il vano per il secondo lettore integrato.
Il software specifico per Einstein 256 è praticamente sconosciuto, a parte quello fornito in dotazione, che comprende il nuovo sistema operativo EDOS, l'interprete migliorato EBASIC e alcuni programmi e giochi. In compenso venne assicurata la compatibilità con il software per il primo Einstein, che infatti vale per almeno il 98% dei titoli.

## Specifiche tecniche
- CPU: Zilog Z80A a 4 MHz
- RAM: 64kB RAM, di cui 43 disponibili per il BASIC; 16kB video RAM
- ROM: 8kB estensibili a 32kB
- Video: controller TMS9129, 16 colori
  - Modo caratteri: 32, 40 o (con espansione hardware) 80 colonne, 24 righe
  - Alta risoluzione: 256 x 192 pixel
  - 32 sprite di dimensioni 8x8 o 16x16, raddoppiabili
- Audio: General Instrument AY-3-8910, 3 canali, 5 ottave
- Lettore floppy da 3" integrato, dischi a doppia faccia da 190kB per faccia
- Tastiera integrata, 51 tasti e 8 tasti funzione
- Dimensioni 43 x 51 x 11 cm (relativamente grosso)[3][1]

## Software
Il Tatung Einstein fu abbastanza fornito di software applicativo prodotto professionalmente, anche da editori indipendenti. Si conoscono oltre 150 programmi aziendali e da ufficio (compresi programmi di videoscrittura tra cui WordStar, fogli elettronici tra cui Multiplan, basi dati tra cui dBase), oltre 50 implementazioni di linguaggi di programmazione, oltre 90 programmi di utilità varia e almeno 18 pacchetti di programmi/giochi educativi.

### Videogiochi
I videogiochi commerciali per Tatung Einstein sono più di 120. L'editore più attivo è Merlin Software, con una trentina di titoli.
Si arriva a oltre 160 giochi contando anche programmi educativi, spesso editi da Solo Software, e titoli usciti solo in raccolte.
Praticamente nessuno dei giochi che hanno avuto origine sull'Einstein è di particolare rilievo. In compenso un buon numero di videogiochi famosi sono stati convertiti per Einstein da MSX o da ZX Spectrum, tra cui molti giochi britannici, come Batman, Elite e Manic Miner, e la raccolta di giochi Konami 4 Game Disc Arcade (Yie Ar Kung-Fu, King's Valley, Time Pilot e  Comic Bakery, convertiti da MSX). Vennero pubblicate anche molte avventure testuali della Infocom. Secondo la rivista Retro Gamer, tra i migliori giochi per Einstein ci sono King's Valley (uscito solo in raccolta), Chuckie Egg e Lazy Jones.